# Spathius naupactus
Spathius naupactus är en stekelart som beskrevs av Nixon 1943. Spathius naupactus ingår i släktet Spathius och familjen bracksteklar. Inga underarter finns listade i Catalogue of Life.